# Panthera
Panthera es un género de mamíferos de la familia Felidae, al que pertenecen cinco especies actuales muy conocidas: el león, el tigre, el leopardo, el jaguar y el leopardo de las nieves. El género comprende aproximadamente la mitad de los grandes felinos. 
El tigre, el león, el leopardo, y el jaguar son los únicos panterinos capaces de rugir, pues tienen las estructuras anatómicas adecuadas. Popularmente se cree que esto es debido a la osificación parcial del hueso hioides, pero nuevos estudios afirman que la capacidad de rugir se debe a adaptaciones morfológicas, sobre todo en la laringe y en las cuerdas vocales. El leopardo de las nieves, Panthera uncia, posee igualmente el hueso hioides semi-osificado, pero no en el mismo grado de desarrollo de las adaptaciones en la laringe y las cuerdas vocales, por lo que es incapaz de rugir.

## Filogenia y evolución
Al igual que el resto de integrantes de Felidae, la evolución de Panthera ha estado sujeta a un fuerte debate y a una constante revisión taxonómica. La base del género probablemente reside en Viretailurus schaubi, que es también reconocido como un ejemplar temprano del género puma. El desarrollo pleno de Panthera ocurrió en Asia, pero ciertamente sus orígenes son desconocidos. La divergencia de los panterinos (que incluye los géneros vivos Panthera y Neofelis) de los miembros de Felinae, ocurrió hace 6 o 10 millones de años. El registro fósil apunta a que Panthera se separó del resto de panterinos hace 3,8 millones de años.
Estudios morfológicos y genéticos sugieren que Panthera tigris fue el primero en emerger en la línea de tiempo, pero aún quedan puntos que esclarecer. El leopardo de las nieves fue visto originalmente como la base del género, pero nuevos estudios moleculares indican que Uncia uncia sería una especie gemela del leopardo. En consecuencia muchos incluyen a Uncia uncia dentro del género Panthera, pero actualmente no existe un consenso al respecto de si el leopardo de las nieves debe conservar su género, Uncia, o debe ser movido a Panthera uncia.
Panthera gombaszogensis, un félido prehistórico fuertemente emparentado con Panthera onca, aparece en los registros fósiles desde hace 1,6 millones de años en lo que hoy es Italia. La pantera nebulosa (Neofelis nebulosa), que fue separada en 2007 para distinguirla de la pantera nebulosa de Borneo (Neofelis diardi), también ha sido considerada como base del género Panthera, pero no ha sido incluida dentro de este.
Actualmente las mejores estimaciones consideran al león y al leopardo como especies hermanas con el tigre y el leopardo de las nieves dentro de un clado basal.
Los primeros rastros del género Panthera están fechados en Plioceno, hace 3,5 millones de años en Europa; los fósiles se atribuyen a Panthera gombaszoegensis. Sin embargo, en África otro fósil encontrado en Laetoli, datado también por esa fecha, parece pertenecer a una especie de león primitivo.
Panthera gombaszoegensis, sin embargo, sería la primera especie del género Panthera, que tenía las características de los leones y tigres; sus fósiles se han encontrado en la Europa continental (Francia, Italia, España, Alemania y los Países Bajos) en depósitos fechados en el Plioceno y el Pleistoceno inferior y medio.
Otros fósiles del Pleistoceno del Viejo Mundo pertenecen a Panthera schreuderi.
La primera forma de leopardo, Panthera crassidens, aparecieron en el Pleistoceno inferior hace 1,5 millones de años en África, pero fue reemplazada por Panthera pardus que migró a través de África a Europa y Asia, donde ya se ha extinguido.
Las primeras formas de leones aparecieron en Tanzania, con fósiles encontrados en la garganta de Olduvai datados en 1,7 millones de años que se atribuyen a Panthera leo fossilis. Aparentemente esta especie ingresó a Europa hasta Italia, donde se radicó. Fósiles de esta especie han sido encontrados en Francia, España y Alemania. P. l. fossilis era más grande que el tigre siberiano (Panthera tigris altaica).
Hace 350 000 años P. l. fossilis fue reemplazada por otra especie más pequeña, Panthera leo spelaea (león de las cavernas), que se esparció por Europa (España, Francia, Alemania e Inglaterra) y hacia el este de Siberia. Este león ha sido bien representado en las pinturas rupestres en cuevas del Paleolítico superior, otras imágenes fueron talladas en marfil de los colmillos de los mamuts. Al parecer por los visto en las imágenes rupestres, el león de las cavernas se especializó en la caza del bisonte (Bison priscus).
Los leones asiáticos (Panthera leo persica) parecen ser una remanencia de los leones de las cavernas. Al final de la Edad de Hielo, su territorio se extendía desde la península italiana hasta la India.
Una subespecie de la talla del león asiático pero con un cráneo más corto (llamado Panthera leo vereshchagini) se instaló después de un enfriamiento general en lo que hoy es el estrecho de Bering y el Yukón canadiense hace 35 000 años. Un inmenso puente glaciar separaba el Yukón y Alaska del resto de Norteamérica.
Hace 25 000 años, durante el calentamiento, el estrecho de Bering desapareció y un corredor de tierra apareció a través de las Montañas Rocosas, permitiendo la migración hacia Estados Unidos. Esta última subespecie, Panthera leo atrox, el león americano, fue el más grande ejemplar de P. leo, llegando a medir más que el tigre siberiano y su ancestro Panthera leo fossilis y estableciéndose rápidamente por el continente. Los mejores fósiles de estos ejemplares han sido hallados en el Rancho La Brea, una piscina natural de asfalto en Los Ángeles donde han sido exhumados ochenta ejemplares. Los leones del estrecho de Bering (Panthera leo vereshchagin) y América (Panthera leo atrox) tienen probablemente el mismo origen que el tigre (Panthera tigris), por lo que es probable que Panthera leo spelaea también fuese el antepasado del tigre.
El jaguar (Panthera onca) es posiblemente un descendiente de P. l. atrox. En los pozos de brea también ha sido posible encontrar restos de Panthera onca augusta, una subespecie de jaguar de América del Norte, en tiempos modernos, P. onca habitó en Norteamérica con la subespecie Panthera onca arizonensis, que se extinguió por la caza excesiva.
El linaje de las panteras, divergió de Pantherinae hace 10.8 millones de años del ancestro común con los félidos, y hace 6.4 millones de años la línea de la pantera nebulosa y la de Panthera se separaron. El ancestro común más antiguo de Pantheraque ha podido hallarse en fósiles Panthera palaeosinensis, que vivió entre finales del Plioceno y principios del Pleistoceno. El leopardo de las nieves apareció antes que el jaguar y el leopardo, y está estrechamente relacionado con el tigre; el tigre y leopardo de las nieves se apartaron hace dos millones años.

### Cladística
El siguiente cladograma sigue el análisis de Mazák, Christiansen y Kitchener (2011).
|  | Panthera spelaea †                                                                 |
|  |                                                                                    |
|  | \| \| Panthera leo - león \| \| \| \| \| \| Panthera pardus - leopardo \| \| \| \| |
|  |                                                                                    |
|  | Panthera leo - león                                                                |
|  |                                                                                    |
|  | Panthera pardus - leopardo                                                         |
|  |                                                                                    |

|  | Panthera leo - león        |
|  |                            |
|  | Panthera pardus - leopardo |
|  |                            |

|  | Panthera spelaea †                                                                 |
|  |                                                                                    |
|  | \| \| Panthera leo - león \| \| \| \| \| \| Panthera pardus - leopardo \| \| \| \| |
|  |                                                                                    |
|  | Panthera leo - león                                                                |
|  |                                                                                    |
|  | Panthera pardus - leopardo                                                         |
|  |                                                                                    |

|  | Panthera leo - león        |
|  |                            |
|  | Panthera pardus - leopardo |
|  |                            |

|  | Panthera spelaea †                                                                 |
|  |                                                                                    |
|  | \| \| Panthera leo - león \| \| \| \| \| \| Panthera pardus - leopardo \| \| \| \| |
|  |                                                                                    |
|  | Panthera leo - león                                                                |
|  |                                                                                    |
|  | Panthera pardus - leopardo                                                         |
|  |                                                                                    |

|  | Panthera leo - león        |
|  |                            |
|  | Panthera pardus - leopardo |
|  |                            |

|  | Panthera spelaea †                                                                 |
|  |                                                                                    |
|  | \| \| Panthera leo - león \| \| \| \| \| \| Panthera pardus - leopardo \| \| \| \| |
|  |                                                                                    |
|  | Panthera leo - león                                                                |
|  |                                                                                    |
|  | Panthera pardus - leopardo                                                         |
|  |                                                                                    |

|  | Panthera leo - león        |
|  |                            |
|  | Panthera pardus - leopardo |
|  |                            |

|  | Panthera tigris - tigre |
|  |                         |
|  | Panthera zdanskyi †     |
|  |                         |

|  | Panthera spelaea †                                                                 |
|  |                                                                                    |
|  | \| \| Panthera leo - león \| \| \| \| \| \| Panthera pardus - leopardo \| \| \| \| |
|  |                                                                                    |
|  | Panthera leo - león                                                                |
|  |                                                                                    |
|  | Panthera pardus - leopardo                                                         |
|  |                                                                                    |

|  | Panthera leo - león        |
|  |                            |
|  | Panthera pardus - leopardo |
|  |                            |

|  | Panthera spelaea †                                                                 |
|  |                                                                                    |
|  | \| \| Panthera leo - león \| \| \| \| \| \| Panthera pardus - leopardo \| \| \| \| |
|  |                                                                                    |
|  | Panthera leo - león                                                                |
|  |                                                                                    |
|  | Panthera pardus - leopardo                                                         |
|  |                                                                                    |

|  | Panthera leo - león        |
|  |                            |
|  | Panthera pardus - leopardo |
|  |                            |

|  | Panthera spelaea †                                                                 |
|  |                                                                                    |
|  | \| \| Panthera leo - león \| \| \| \| \| \| Panthera pardus - leopardo \| \| \| \| |
|  |                                                                                    |
|  | Panthera leo - león                                                                |
|  |                                                                                    |
|  | Panthera pardus - leopardo                                                         |
|  |                                                                                    |

|  | Panthera leo - león        |
|  |                            |
|  | Panthera pardus - leopardo |
|  |                            |

|  | Panthera spelaea †                                                                 |
|  |                                                                                    |
|  | \| \| Panthera leo - león \| \| \| \| \| \| Panthera pardus - leopardo \| \| \| \| |
|  |                                                                                    |
|  | Panthera leo - león                                                                |
|  |                                                                                    |
|  | Panthera pardus - leopardo                                                         |
|  |                                                                                    |

|  | Panthera leo - león        |
|  |                            |
|  | Panthera pardus - leopardo |
|  |                            |

|  | Panthera tigris - tigre |
|  |                         |
|  | Panthera zdanskyi †     |
|  |                         |

|  | Panthera spelaea †                                                                 |
|  |                                                                                    |
|  | \| \| Panthera leo - león \| \| \| \| \| \| Panthera pardus - leopardo \| \| \| \| |
|  |                                                                                    |
|  | Panthera leo - león                                                                |
|  |                                                                                    |
|  | Panthera pardus - leopardo                                                         |
|  |                                                                                    |

|  | Panthera leo - león        |
|  |                            |
|  | Panthera pardus - leopardo |
|  |                            |

|  | Panthera spelaea †                                                                 |
|  |                                                                                    |
|  | \| \| Panthera leo - león \| \| \| \| \| \| Panthera pardus - leopardo \| \| \| \| |
|  |                                                                                    |
|  | Panthera leo - león                                                                |
|  |                                                                                    |
|  | Panthera pardus - leopardo                                                         |
|  |                                                                                    |

|  | Panthera leo - león        |
|  |                            |
|  | Panthera pardus - leopardo |
|  |                            |

|  | Panthera spelaea †                                                                 |
|  |                                                                                    |
|  | \| \| Panthera leo - león \| \| \| \| \| \| Panthera pardus - leopardo \| \| \| \| |
|  |                                                                                    |
|  | Panthera leo - león                                                                |
|  |                                                                                    |
|  | Panthera pardus - leopardo                                                         |
|  |                                                                                    |

|  | Panthera leo - león        |
|  |                            |
|  | Panthera pardus - leopardo |
|  |                            |

|  | Panthera spelaea †                                                                 |
|  |                                                                                    |
|  | \| \| Panthera leo - león \| \| \| \| \| \| Panthera pardus - leopardo \| \| \| \| |
|  |                                                                                    |
|  | Panthera leo - león                                                                |
|  |                                                                                    |
|  | Panthera pardus - leopardo                                                         |
|  |                                                                                    |

|  | Panthera leo - león        |
|  |                            |
|  | Panthera pardus - leopardo |
|  |                            |

|  | Panthera tigris - tigre |
|  |                         |
|  | Panthera zdanskyi †     |
|  |                         |

|  | Panthera spelaea †                                                                 |
|  |                                                                                    |
|  | \| \| Panthera leo - león \| \| \| \| \| \| Panthera pardus - leopardo \| \| \| \| |
|  |                                                                                    |
|  | Panthera leo - león                                                                |
|  |                                                                                    |
|  | Panthera pardus - leopardo                                                         |
|  |                                                                                    |

|  | Panthera leo - león        |
|  |                            |
|  | Panthera pardus - leopardo |
|  |                            |

|  | Panthera spelaea †                                                                 |
|  |                                                                                    |
|  | \| \| Panthera leo - león \| \| \| \| \| \| Panthera pardus - leopardo \| \| \| \| |
|  |                                                                                    |
|  | Panthera leo - león                                                                |
|  |                                                                                    |
|  | Panthera pardus - leopardo                                                         |
|  |                                                                                    |

|  | Panthera leo - león        |
|  |                            |
|  | Panthera pardus - leopardo |
|  |                            |

|  | Panthera spelaea †                                                                 |
|  |                                                                                    |
|  | \| \| Panthera leo - león \| \| \| \| \| \| Panthera pardus - leopardo \| \| \| \| |
|  |                                                                                    |
|  | Panthera leo - león                                                                |
|  |                                                                                    |
|  | Panthera pardus - leopardo                                                         |
|  |                                                                                    |

|  | Panthera leo - león        |
|  |                            |
|  | Panthera pardus - leopardo |
|  |                            |

|  | Panthera spelaea †                                                                 |
|  |                                                                                    |
|  | \| \| Panthera leo - león \| \| \| \| \| \| Panthera pardus - leopardo \| \| \| \| |
|  |                                                                                    |
|  | Panthera leo - león                                                                |
|  |                                                                                    |
|  | Panthera pardus - leopardo                                                         |
|  |                                                                                    |

|  | Panthera leo - león        |
|  |                            |
|  | Panthera pardus - leopardo |
|  |                            |

|  | Panthera tigris - tigre |
|  |                         |
|  | Panthera zdanskyi †     |
|  |                         |

|  | Panthera spelaea †                                                                 |
|  |                                                                                    |
|  | \| \| Panthera leo - león \| \| \| \| \| \| Panthera pardus - leopardo \| \| \| \| |
|  |                                                                                    |
|  | Panthera leo - león                                                                |
|  |                                                                                    |
|  | Panthera pardus - leopardo                                                         |
|  |                                                                                    |

|  | Panthera leo - león        |
|  |                            |
|  | Panthera pardus - leopardo |
|  |                            |

|  | Panthera spelaea †                                                                 |
|  |                                                                                    |
|  | \| \| Panthera leo - león \| \| \| \| \| \| Panthera pardus - leopardo \| \| \| \| |
|  |                                                                                    |
|  | Panthera leo - león                                                                |
|  |                                                                                    |
|  | Panthera pardus - leopardo                                                         |
|  |                                                                                    |

|  | Panthera leo - león        |
|  |                            |
|  | Panthera pardus - leopardo |
|  |                            |

|  | Panthera spelaea †                                                                 |
|  |                                                                                    |
|  | \| \| Panthera leo - león \| \| \| \| \| \| Panthera pardus - leopardo \| \| \| \| |
|  |                                                                                    |
|  | Panthera leo - león                                                                |
|  |                                                                                    |
|  | Panthera pardus - leopardo                                                         |
|  |                                                                                    |

|  | Panthera leo - león        |
|  |                            |
|  | Panthera pardus - leopardo |
|  |                            |

|  | Panthera spelaea †                                                                 |
|  |                                                                                    |
|  | \| \| Panthera leo - león \| \| \| \| \| \| Panthera pardus - leopardo \| \| \| \| |
|  |                                                                                    |
|  | Panthera leo - león                                                                |
|  |                                                                                    |
|  | Panthera pardus - leopardo                                                         |
|  |                                                                                    |

|  | Panthera leo - león        |
|  |                            |
|  | Panthera pardus - leopardo |
|  |                            |

|  | Panthera tigris - tigre |
|  |                         |
|  | Panthera zdanskyi †     |
|  |                         |

|  | Panthera spelaea †                                                                 |
|  |                                                                                    |
|  | \| \| Panthera leo - león \| \| \| \| \| \| Panthera pardus - leopardo \| \| \| \| |
|  |                                                                                    |
|  | Panthera leo - león                                                                |
|  |                                                                                    |
|  | Panthera pardus - leopardo                                                         |
|  |                                                                                    |

|  | Panthera leo - león        |
|  |                            |
|  | Panthera pardus - leopardo |
|  |                            |

|  | Panthera spelaea †                                                                 |
|  |                                                                                    |
|  | \| \| Panthera leo - león \| \| \| \| \| \| Panthera pardus - leopardo \| \| \| \| |
|  |                                                                                    |
|  | Panthera leo - león                                                                |
|  |                                                                                    |
|  | Panthera pardus - leopardo                                                         |
|  |                                                                                    |

|  | Panthera leo - león        |
|  |                            |
|  | Panthera pardus - leopardo |
|  |                            |

|  | Panthera spelaea †                                                                 |
|  |                                                                                    |
|  | \| \| Panthera leo - león \| \| \| \| \| \| Panthera pardus - leopardo \| \| \| \| |
|  |                                                                                    |
|  | Panthera leo - león                                                                |
|  |                                                                                    |
|  | Panthera pardus - leopardo                                                         |
|  |                                                                                    |

|  | Panthera leo - león        |
|  |                            |
|  | Panthera pardus - leopardo |
|  |                            |

|  | Panthera spelaea †                                                                 |
|  |                                                                                    |
|  | \| \| Panthera leo - león \| \| \| \| \| \| Panthera pardus - leopardo \| \| \| \| |
|  |                                                                                    |
|  | Panthera leo - león                                                                |
|  |                                                                                    |
|  | Panthera pardus - leopardo                                                         |
|  |                                                                                    |

|  | Panthera leo - león        |
|  |                            |
|  | Panthera pardus - leopardo |
|  |                            |

|  | Panthera tigris - tigre |
|  |                         |
|  | Panthera zdanskyi †     |
|  |                         |

|  | Panthera spelaea †                                                                 |
|  |                                                                                    |
|  | \| \| Panthera leo - león \| \| \| \| \| \| Panthera pardus - leopardo \| \| \| \| |
|  |                                                                                    |
|  | Panthera leo - león                                                                |
|  |                                                                                    |
|  | Panthera pardus - leopardo                                                         |
|  |                                                                                    |

|  | Panthera leo - león        |
|  |                            |
|  | Panthera pardus - leopardo |
|  |                            |

|  | Panthera spelaea †                                                                 |
|  |                                                                                    |
|  | \| \| Panthera leo - león \| \| \| \| \| \| Panthera pardus - leopardo \| \| \| \| |
|  |                                                                                    |
|  | Panthera leo - león                                                                |
|  |                                                                                    |
|  | Panthera pardus - leopardo                                                         |
|  |                                                                                    |

|  | Panthera leo - león        |
|  |                            |
|  | Panthera pardus - leopardo |
|  |                            |

|  | Panthera spelaea †                                                                 |
|  |                                                                                    |
|  | \| \| Panthera leo - león \| \| \| \| \| \| Panthera pardus - leopardo \| \| \| \| |
|  |                                                                                    |
|  | Panthera leo - león                                                                |
|  |                                                                                    |
|  | Panthera pardus - leopardo                                                         |
|  |                                                                                    |

|  | Panthera leo - león        |
|  |                            |
|  | Panthera pardus - leopardo |
|  |                            |

|  | Panthera spelaea †                                                                 |
|  |                                                                                    |
|  | \| \| Panthera leo - león \| \| \| \| \| \| Panthera pardus - leopardo \| \| \| \| |
|  |                                                                                    |
|  | Panthera leo - león                                                                |
|  |                                                                                    |
|  | Panthera pardus - leopardo                                                         |
|  |                                                                                    |

|  | Panthera leo - león        |
|  |                            |
|  | Panthera pardus - leopardo |
|  |                            |

|  | Panthera tigris - tigre |
|  |                         |
|  | Panthera zdanskyi †     |
|  |                         |

|  | Panthera spelaea †                                                                 |
|  |                                                                                    |
|  | \| \| Panthera leo - león \| \| \| \| \| \| Panthera pardus - leopardo \| \| \| \| |
|  |                                                                                    |
|  | Panthera leo - león                                                                |
|  |                                                                                    |
|  | Panthera pardus - leopardo                                                         |
|  |                                                                                    |

|  | Panthera leo - león        |
|  |                            |
|  | Panthera pardus - leopardo |
|  |                            |

|  | Panthera spelaea †                                                                 |
|  |                                                                                    |
|  | \| \| Panthera leo - león \| \| \| \| \| \| Panthera pardus - leopardo \| \| \| \| |
|  |                                                                                    |
|  | Panthera leo - león                                                                |
|  |                                                                                    |
|  | Panthera pardus - leopardo                                                         |
|  |                                                                                    |

|  | Panthera leo - león        |
|  |                            |
|  | Panthera pardus - leopardo |
|  |                            |

|  | Panthera spelaea †                                                                 |
|  |                                                                                    |
|  | \| \| Panthera leo - león \| \| \| \| \| \| Panthera pardus - leopardo \| \| \| \| |
|  |                                                                                    |
|  | Panthera leo - león                                                                |
|  |                                                                                    |
|  | Panthera pardus - leopardo                                                         |
|  |                                                                                    |

|  | Panthera leo - león        |
|  |                            |
|  | Panthera pardus - leopardo |
|  |                            |

|  | Panthera spelaea †                                                                 |
|  |                                                                                    |
|  | \| \| Panthera leo - león \| \| \| \| \| \| Panthera pardus - leopardo \| \| \| \| |
|  |                                                                                    |
|  | Panthera leo - león                                                                |
|  |                                                                                    |
|  | Panthera pardus - leopardo                                                         |
|  |                                                                                    |

|  | Panthera leo - león        |
|  |                            |
|  | Panthera pardus - leopardo |
|  |                            |

|  | Panthera tigris - tigre |
|  |                         |
|  | Panthera zdanskyi †     |
|  |                         |

|  | Panthera spelaea †                                                                 |
|  |                                                                                    |
|  | \| \| Panthera leo - león \| \| \| \| \| \| Panthera pardus - leopardo \| \| \| \| |
|  |                                                                                    |
|  | Panthera leo - león                                                                |
|  |                                                                                    |
|  | Panthera pardus - leopardo                                                         |
|  |                                                                                    |

|  | Panthera leo - león        |
|  |                            |
|  | Panthera pardus - leopardo |
|  |                            |

|  | Panthera spelaea †                                                                 |
|  |                                                                                    |
|  | \| \| Panthera leo - león \| \| \| \| \| \| Panthera pardus - leopardo \| \| \| \| |
|  |                                                                                    |
|  | Panthera leo - león                                                                |
|  |                                                                                    |
|  | Panthera pardus - leopardo                                                         |
|  |                                                                                    |

|  | Panthera leo - león        |
|  |                            |
|  | Panthera pardus - leopardo |
|  |                            |

|  | Panthera spelaea †                                                                 |
|  |                                                                                    |
|  | \| \| Panthera leo - león \| \| \| \| \| \| Panthera pardus - leopardo \| \| \| \| |
|  |                                                                                    |
|  | Panthera leo - león                                                                |
|  |                                                                                    |
|  | Panthera pardus - leopardo                                                         |
|  |                                                                                    |

|  | Panthera leo - león        |
|  |                            |
|  | Panthera pardus - leopardo |
|  |                            |

|  | Panthera spelaea †                                                                 |
|  |                                                                                    |
|  | \| \| Panthera leo - león \| \| \| \| \| \| Panthera pardus - leopardo \| \| \| \| |
|  |                                                                                    |
|  | Panthera leo - león                                                                |
|  |                                                                                    |
|  | Panthera pardus - leopardo                                                         |
|  |                                                                                    |

|  | Panthera leo - león        |
|  |                            |
|  | Panthera pardus - leopardo |
|  |                            |

|  | Panthera tigris - tigre |
|  |                         |
|  | Panthera zdanskyi †     |
|  |                         |

|  | Panthera spelaea †                                                                 |
|  |                                                                                    |
|  | \| \| Panthera leo - león \| \| \| \| \| \| Panthera pardus - leopardo \| \| \| \| |
|  |                                                                                    |
|  | Panthera leo - león                                                                |
|  |                                                                                    |
|  | Panthera pardus - leopardo                                                         |
|  |                                                                                    |

|  | Panthera leo - león        |
|  |                            |
|  | Panthera pardus - leopardo |
|  |                            |

|  | Panthera spelaea †                                                                 |
|  |                                                                                    |
|  | \| \| Panthera leo - león \| \| \| \| \| \| Panthera pardus - leopardo \| \| \| \| |
|  |                                                                                    |
|  | Panthera leo - león                                                                |
|  |                                                                                    |
|  | Panthera pardus - leopardo                                                         |
|  |                                                                                    |

|  | Panthera leo - león        |
|  |                            |
|  | Panthera pardus - leopardo |
|  |                            |

|  | Panthera spelaea †                                                                 |
|  |                                                                                    |
|  | \| \| Panthera leo - león \| \| \| \| \| \| Panthera pardus - leopardo \| \| \| \| |
|  |                                                                                    |
|  | Panthera leo - león                                                                |
|  |                                                                                    |
|  | Panthera pardus - leopardo                                                         |
|  |                                                                                    |

|  | Panthera leo - león        |
|  |                            |
|  | Panthera pardus - leopardo |
|  |                            |

|  | Panthera spelaea †                                                                 |
|  |                                                                                    |
|  | \| \| Panthera leo - león \| \| \| \| \| \| Panthera pardus - leopardo \| \| \| \| |
|  |                                                                                    |
|  | Panthera leo - león                                                                |
|  |                                                                                    |
|  | Panthera pardus - leopardo                                                         |
|  |                                                                                    |

|  | Panthera leo - león        |
|  |                            |
|  | Panthera pardus - leopardo |
|  |                            |

|  | Panthera tigris - tigre |
|  |                         |
|  | Panthera zdanskyi †     |
|  |                         |

|  | Panthera spelaea †                                                                 |
|  |                                                                                    |
|  | \| \| Panthera leo - león \| \| \| \| \| \| Panthera pardus - leopardo \| \| \| \| |
|  |                                                                                    |
|  | Panthera leo - león                                                                |
|  |                                                                                    |
|  | Panthera pardus - leopardo                                                         |
|  |                                                                                    |

|  | Panthera leo - león        |
|  |                            |
|  | Panthera pardus - leopardo |
|  |                            |

|  | Panthera spelaea †                                                                 |
|  |                                                                                    |
|  | \| \| Panthera leo - león \| \| \| \| \| \| Panthera pardus - leopardo \| \| \| \| |
|  |                                                                                    |
|  | Panthera leo - león                                                                |
|  |                                                                                    |
|  | Panthera pardus - leopardo                                                         |
|  |                                                                                    |

|  | Panthera leo - león        |
|  |                            |
|  | Panthera pardus - leopardo |
|  |                            |

|  | Panthera spelaea †                                                                 |
|  |                                                                                    |
|  | \| \| Panthera leo - león \| \| \| \| \| \| Panthera pardus - leopardo \| \| \| \| |
|  |                                                                                    |
|  | Panthera leo - león                                                                |
|  |                                                                                    |
|  | Panthera pardus - leopardo                                                         |
|  |                                                                                    |

|  | Panthera leo - león        |
|  |                            |
|  | Panthera pardus - leopardo |
|  |                            |

|  | Panthera spelaea †                                                                 |
|  |                                                                                    |
|  | \| \| Panthera leo - león \| \| \| \| \| \| Panthera pardus - leopardo \| \| \| \| |
|  |                                                                                    |
|  | Panthera leo - león                                                                |
|  |                                                                                    |
|  | Panthera pardus - leopardo                                                         |
|  |                                                                                    |

|  | Panthera leo - león        |
|  |                            |
|  | Panthera pardus - leopardo |
|  |                            |

|  | Panthera tigris - tigre |
|  |                         |
|  | Panthera zdanskyi †     |
|  |                         |

|  | Panthera spelaea †                                                                 |
|  |                                                                                    |
|  | \| \| Panthera leo - león \| \| \| \| \| \| Panthera pardus - leopardo \| \| \| \| |
|  |                                                                                    |
|  | Panthera leo - león                                                                |
|  |                                                                                    |
|  | Panthera pardus - leopardo                                                         |
|  |                                                                                    |

|  | Panthera leo - león        |
|  |                            |
|  | Panthera pardus - leopardo |
|  |                            |

|  | Panthera spelaea †                                                                 |
|  |                                                                                    |
|  | \| \| Panthera leo - león \| \| \| \| \| \| Panthera pardus - leopardo \| \| \| \| |
|  |                                                                                    |
|  | Panthera leo - león                                                                |
|  |                                                                                    |
|  | Panthera pardus - leopardo                                                         |
|  |                                                                                    |

|  | Panthera leo - león        |
|  |                            |
|  | Panthera pardus - leopardo |
|  |                            |

|  | Panthera spelaea †                                                                 |
|  |                                                                                    |
|  | \| \| Panthera leo - león \| \| \| \| \| \| Panthera pardus - leopardo \| \| \| \| |
|  |                                                                                    |
|  | Panthera leo - león                                                                |
|  |                                                                                    |
|  | Panthera pardus - leopardo                                                         |
|  |                                                                                    |

|  | Panthera leo - león        |
|  |                            |
|  | Panthera pardus - leopardo |
|  |                            |

|  | Panthera spelaea †                                                                 |
|  |                                                                                    |
|  | \| \| Panthera leo - león \| \| \| \| \| \| Panthera pardus - leopardo \| \| \| \| |
|  |                                                                                    |
|  | Panthera leo - león                                                                |
|  |                                                                                    |
|  | Panthera pardus - leopardo                                                         |
|  |                                                                                    |

|  | Panthera leo - león        |
|  |                            |
|  | Panthera pardus - leopardo |
|  |                            |

|  | Panthera tigris - tigre |
|  |                         |
|  | Panthera zdanskyi †     |
|  |                         |

|  | Panthera spelaea †                                                                 |
|  |                                                                                    |
|  | \| \| Panthera leo - león \| \| \| \| \| \| Panthera pardus - leopardo \| \| \| \| |
|  |                                                                                    |
|  | Panthera leo - león                                                                |
|  |                                                                                    |
|  | Panthera pardus - leopardo                                                         |
|  |                                                                                    |

|  | Panthera leo - león        |
|  |                            |
|  | Panthera pardus - leopardo |
|  |                            |

|  | Panthera spelaea †                                                                 |
|  |                                                                                    |
|  | \| \| Panthera leo - león \| \| \| \| \| \| Panthera pardus - leopardo \| \| \| \| |
|  |                                                                                    |
|  | Panthera leo - león                                                                |
|  |                                                                                    |
|  | Panthera pardus - leopardo                                                         |
|  |                                                                                    |

|  | Panthera leo - león        |
|  |                            |
|  | Panthera pardus - leopardo |
|  |                            |

|  | Panthera spelaea †                                                                 |
|  |                                                                                    |
|  | \| \| Panthera leo - león \| \| \| \| \| \| Panthera pardus - leopardo \| \| \| \| |
|  |                                                                                    |
|  | Panthera leo - león                                                                |
|  |                                                                                    |
|  | Panthera pardus - leopardo                                                         |
|  |                                                                                    |

|  | Panthera leo - león        |
|  |                            |
|  | Panthera pardus - leopardo |
|  |                            |

|  | Panthera spelaea †                                                                 |
|  |                                                                                    |
|  | \| \| Panthera leo - león \| \| \| \| \| \| Panthera pardus - leopardo \| \| \| \| |
|  |                                                                                    |
|  | Panthera leo - león                                                                |
|  |                                                                                    |
|  | Panthera pardus - leopardo                                                         |
|  |                                                                                    |

|  | Panthera leo - león        |
|  |                            |
|  | Panthera pardus - leopardo |
|  |                            |

|  | Panthera tigris - tigre |
|  |                         |
|  | Panthera zdanskyi †     |
|  |                         |

|  | Panthera spelaea †                                                                 |
|  |                                                                                    |
|  | \| \| Panthera leo - león \| \| \| \| \| \| Panthera pardus - leopardo \| \| \| \| |
|  |                                                                                    |
|  | Panthera leo - león                                                                |
|  |                                                                                    |
|  | Panthera pardus - leopardo                                                         |
|  |                                                                                    |

|  | Panthera leo - león        |
|  |                            |
|  | Panthera pardus - leopardo |
|  |                            |

|  | Panthera spelaea †                                                                 |
|  |                                                                                    |
|  | \| \| Panthera leo - león \| \| \| \| \| \| Panthera pardus - leopardo \| \| \| \| |
|  |                                                                                    |
|  | Panthera leo - león                                                                |
|  |                                                                                    |
|  | Panthera pardus - leopardo                                                         |
|  |                                                                                    |

|  | Panthera leo - león        |
|  |                            |
|  | Panthera pardus - leopardo |
|  |                            |

|  | Panthera spelaea †                                                                 |
|  |                                                                                    |
|  | \| \| Panthera leo - león \| \| \| \| \| \| Panthera pardus - leopardo \| \| \| \| |
|  |                                                                                    |
|  | Panthera leo - león                                                                |
|  |                                                                                    |
|  | Panthera pardus - leopardo                                                         |
|  |                                                                                    |

|  | Panthera leo - león        |
|  |                            |
|  | Panthera pardus - leopardo |
|  |                            |

|  | Panthera spelaea †                                                                 |
|  |                                                                                    |
|  | \| \| Panthera leo - león \| \| \| \| \| \| Panthera pardus - leopardo \| \| \| \| |
|  |                                                                                    |
|  | Panthera leo - león                                                                |
|  |                                                                                    |
|  | Panthera pardus - leopardo                                                         |
|  |                                                                                    |

|  | Panthera leo - león        |
|  |                            |
|  | Panthera pardus - leopardo |
|  |                            |

|  | Panthera tigris - tigre |
|  |                         |
|  | Panthera zdanskyi †     |
|  |                         |

|  | Panthera spelaea †                                                                 |
|  |                                                                                    |
|  | \| \| Panthera leo - león \| \| \| \| \| \| Panthera pardus - leopardo \| \| \| \| |
|  |                                                                                    |
|  | Panthera leo - león                                                                |
|  |                                                                                    |
|  | Panthera pardus - leopardo                                                         |
|  |                                                                                    |

|  | Panthera leo - león        |
|  |                            |
|  | Panthera pardus - leopardo |
|  |                            |

|  | Panthera spelaea †                                                                 |
|  |                                                                                    |
|  | \| \| Panthera leo - león \| \| \| \| \| \| Panthera pardus - leopardo \| \| \| \| |
|  |                                                                                    |
|  | Panthera leo - león                                                                |
|  |                                                                                    |
|  | Panthera pardus - leopardo                                                         |
|  |                                                                                    |

|  | Panthera leo - león        |
|  |                            |
|  | Panthera pardus - leopardo |
|  |                            |

|  | Panthera spelaea †                                                                 |
|  |                                                                                    |
|  | \| \| Panthera leo - león \| \| \| \| \| \| Panthera pardus - leopardo \| \| \| \| |
|  |                                                                                    |
|  | Panthera leo - león                                                                |
|  |                                                                                    |
|  | Panthera pardus - leopardo                                                         |
|  |                                                                                    |

|  | Panthera leo - león        |
|  |                            |
|  | Panthera pardus - leopardo |
|  |                            |

|  | Panthera spelaea †                                                                 |
|  |                                                                                    |
|  | \| \| Panthera leo - león \| \| \| \| \| \| Panthera pardus - leopardo \| \| \| \| |
|  |                                                                                    |
|  | Panthera leo - león                                                                |
|  |                                                                                    |
|  | Panthera pardus - leopardo                                                         |
|  |                                                                                    |

|  | Panthera leo - león        |
|  |                            |
|  | Panthera pardus - leopardo |
|  |                            |

|  | Panthera tigris - tigre |
|  |                         |
|  | Panthera zdanskyi †     |
|  |                         |

|  | Panthera spelaea †                                                                 |
|  |                                                                                    |
|  | \| \| Panthera leo - león \| \| \| \| \| \| Panthera pardus - leopardo \| \| \| \| |
|  |                                                                                    |
|  | Panthera leo - león                                                                |
|  |                                                                                    |
|  | Panthera pardus - leopardo                                                         |
|  |                                                                                    |

|  | Panthera leo - león        |
|  |                            |
|  | Panthera pardus - leopardo |
|  |                            |

|  | Panthera spelaea †                                                                 |
|  |                                                                                    |
|  | \| \| Panthera leo - león \| \| \| \| \| \| Panthera pardus - leopardo \| \| \| \| |
|  |                                                                                    |
|  | Panthera leo - león                                                                |
|  |                                                                                    |
|  | Panthera pardus - leopardo                                                         |
|  |                                                                                    |

|  | Panthera leo - león        |
|  |                            |
|  | Panthera pardus - leopardo |
|  |                            |

|  | Panthera spelaea †                                                                 |
|  |                                                                                    |
|  | \| \| Panthera leo - león \| \| \| \| \| \| Panthera pardus - leopardo \| \| \| \| |
|  |                                                                                    |
|  | Panthera leo - león                                                                |
|  |                                                                                    |
|  | Panthera pardus - leopardo                                                         |
|  |                                                                                    |

|  | Panthera leo - león        |
|  |                            |
|  | Panthera pardus - leopardo |
|  |                            |

|  | Panthera spelaea †                                                                 |
|  |                                                                                    |
|  | \| \| Panthera leo - león \| \| \| \| \| \| Panthera pardus - leopardo \| \| \| \| |
|  |                                                                                    |
|  | Panthera leo - león                                                                |
|  |                                                                                    |
|  | Panthera pardus - leopardo                                                         |
|  |                                                                                    |

|  | Panthera leo - león        |
|  |                            |
|  | Panthera pardus - leopardo |
|  |                            |

|  | Panthera tigris - tigre |
|  |                         |
|  | Panthera zdanskyi †     |
|  |                         |

## Taxonomía

### Etimología
Del latín panthera con el mismo significado y este del griego πάν, pan (todo), y θηρ, thēr (bestia). La palabra griega pánthēr originalmente se refería a todos los miembros de la familia Felidae. En sánscrito la palabra significaría «animal amarillento».

### Especies
Han sido propuestas muchas subespecies para Panthera, muchas de las cuales para el león y el leopardo son, como mínimo, cuestionables. Se ha propuesto que todas las poblaciones de leopardos subsaharianos pertenecerían a la misma especie de leopardo, el mismo caso se daría con los leones, pero no se ha recolectado suficiente material genético para aseverar esta hipótesis. Algunas especies de leones prehistóricos bien podrían ser especies separadas.
El género comprende cinco especies vivientes y numerosas extintas, conocidas por sus fósiles:
| Especie                                                 | Ilustración | Estado de conservación          | Distribución | Comentarios |
| ------------------------------------------------------- | ----------- | ------------------------------- | --- | --- |
| León americano Panthera atrox (Leidy, 1853)             |             | extinto                         | En América del Norte, desde el sur de Alaska hasta el norte de México | Extinto desde 8 000 a. C. Tradicionalmente era considerado como una subespecie del león, sin embargo estudios recientes indican que se trata de una especie diferente. |
| Panthera balamoides Stinnesbeck et al., 2019            |             | extinto                         | Península de Yucatán (México). | Extinto hace 13 400 años. Se ha sugerido que son restos mal identificados de Arctotherium, lo que lo haría una especie inválida. |
| Panthera blytheae Tseng et al., 2013                    |             | extinto                         | Cordillera del Himalaya | Extinto hace 6 millones de años. Los estudios indican que estaba relacionado con el leopardo de las nieves y el tigre. |
| Panthera crassidens Broom, 1948                         |             | extinto                         | Sur de África | Vivió durante el Pleistoceno inferior. Se ha sugerido que el material base incluye también restos de otro felino, convirtiéndose en inválido. |
| Jaguar europeo Panthera gombaszoegensis Kretzoi, 1938   |             | extinto                         | En Europa, con presencia en Inglaterra, Alemania, España, Francia y Países Bajos. | Extinto desde hace 1,5 millones de años. Es la especie conocida de Panthera más antigua de Europa. |
| León Panthera leo Linnaeus, 1758                        |             | Especie vulnerable              | Viven en poblaciones cada vez más dispersas y fragmentadas del África subsahariana (a excepción de las regiones selváticas de la costa del Atlántico y la cuenca del Congo) y una pequeña zona del noroeste de India (una población en peligro crítico en el parque nacional del Bosque de Gir y alrededores). Históricamente, vivió también en Asia del Sur, Asia Occidental, África del Norte y la península balcánica. | Tradicionalmente se reconocían 12 subespecies de león. Actualmente se considera como válidas ocho subespecies, dos de las cuales están extintas desde tiempos recientes: - León de Congo (P. l. azandica) - León de Katanga (P. l. bleyenberghi) - León del Transvaal (P. l. krugeri) - León de Atlas (P. leo leo) † - León de Nubia (P. l. nubica) - León asiático (P. l. persica) - León de África occidental (P. l. senegalensis) - León del Cabo (P. l. melanochaitus) † Existen además subespecies fósiles y prehistóricas.                                          |
| Panthera palaeosinensis (Zdansky, 1924)                 |             | extinto                         | Norte de China e isla de Java | Extinto hace 2 o 3 millones de años. Estudios realizados sugieren que está estrechamente relacionado con el antepasado común de los miembros actuales del género Panthera. |
| Leopardo Panthera pardus Linnaeus, 1758                 |             | Especie vulnerable              | Históricamente se encontraba en África, el Cáucaso y Asia, aunque actualmente se encuentra extinto norte de África y en declive en la península arábiga son pequeñas y en Asia occidental y central. | Actualmente se reconocer ocho subespecies como válidas: - Leopardo de Indochina (P. p. delacouri) - Leopardo indio (P. p. fusca) - Leopardo de Ceilán (P. p. kotiya) - Leopardo de Java (P. p. melas) - Leopardo de Arabia (P. p. nimr) - Leopardo africano (P. p. pardus) - Leopardo de Amur (P. p. orientalis) - Leopardo de Anatolia (P. p. tulliana) |
| Panthera shawi (Broom, 1948)                            |             | extinto                         | Sur de África | Vivió durante el Plioceno superior. Es uno de los miembros del género Panthera más antiguos que se conocen. |
| Jaguar Panthera onca (Linnaeus, 1758)                   |             | Especie casi amenazada          | Su distribución actual se extiende desde el extremo sur de Estados Unidos continuando por gran parte de México, América Central y América del Sur hasta el norte y noreste de Argentina. | Se reconocen nueve subespecies, una de las cuales está extinta desde tiempos recientes. La validez de las subespecies es discutida: - Jaguar de Arizona (P. o. arizonensis) † - Jaguar de Panamá (P. o. centralis) - Jaguar del norte de Guatemala (P. o. goldmani) - Jaguar mexicano del oeste (P. o. hernandesii) - Jaguar del Amazonas (P. o. onca) - Jaguar austral (P. o. palustris) - Jaguar de Paraguay (P. o. paraguensis) - Jaguar peruano (P. o. peruviana) - Jaguar mexicano del este (P. o. veraecruscis) Existen además subespecies fósiles y prehistóricas. |
| Panthera schreuderi Von Koenigswald, 1960               |             | extinto                         | Europa | Extinto desde el Pleistoceno temprano. Se ha sugerido que es un sinónimo del jaguar europeo (P. gombaszoegensis) |
| León de las cavernas Panthera spelaea Goldfuss, 1810    |             | extinto                         | Desde la península ibérica y las islas británicas en Europa hasta Alaska en América del Norte | Extinto hace 10 000 años. Tradicionalmente era considerado como una subespecie del león pero estudios recientes indican que se trata de una especie diferente. Posiblemente dio origen al león americano (P. atrox). Se reconocen dos subespecies: el europeo (P. s. spalea) y el de Beringia (P. s. vereshchagini). |
| Tigre Panthera tigris Linnaeus, 1758                    |             | Especie en peligro de extinción | Vive en áreas fragmentarias de Asia. Históricamente habitó en Rusia, Irán, Afganistán, India, China y el Sudeste Asiático, incluyendo las islas indonesas. | Se reconocen nueve subespecies, tres de las cuales están extintas desde tiempos recientes: - Tigre de Amur (P. t. altaica) - Tigre del sur de China (P. t. amoyensis) - Tigre de Bali (P. t. balica) † - Tigre de Indochina (P. t. corbetti) - Tigre malayo (P. t. jacksoni) - Tigre de Java (P. t. sondaica) † - Tigre de Sumatra (P. t. sumatrae) - Tigre de Bengala (P. t. tigris) - Tigre del Caspio (P. t. virgata) † Existen además subespecies fósiles y prehistóricas.                                                                                            |
| León toscano Panthera toscana Schaub, 1949              |             | extinto                         | Península itálica | Extinto desde el Plioceno temprano. Es considerado una forma primitiva de P. gombaszoegensis. |
| Leopardo de las nieves Panthera uncia (Schreber, 1775)  |             | Especie vulnerable              | Habita en las montañas de Asia Central, a altitudes de 2000 y los 4000 m s. n. m., aunque en el Himalaya ha sido encontrado hasta a 6000 m s. n. m. | Se reconocen tres subespecies como válidas: de Pamir (P. u. uncia), del Himalaya (P. u. uncioides) y de Mongolia (P. u. irbis). Sin embargo existe controversia de la validez de las mismas. |
| Panthera youngi Pei, 1934                               |             | extinto                         | Noreste de China y Japón | Extinto hace 350 000 años. Posiblemente sea sinónimo del león cavernario (P. spalea) o de león antiguo (Panthera leo fossilis). |
| Panthera zdanskyi Mazák, Christiansen & Kitchener, 2011 |             | extinto                         | Ganzu (noreste de China). | Vivió entre 2,55 a 2,16 millones de años y, posiblemente, estaba relacionado con el tigre moderno (Panthera tigris). |